# Holomelia calva
Holomelia calva är en skalbaggsart som beskrevs av Gilbert John Arrow 1944. Holomelia calva ingår i släktet Holomelia och familjen Melolonthidae. Inga underarter finns listade i Catalogue of Life.